# Północnomacedońskie filmy zgłoszone do rywalizacji o Oscara w kategorii filmu nieanglojęzycznego
Północnomacedoński kandydat do Oscara w kategorii filmu nieanglojęzycznego zgłaszany jest od 1994 roku. Dwa filmy z tego kraju jak dotychczas otrzymały nominację. Najczęściej zgłaszanym reżyserem jest Miłczo Manczewski (cztery tytuły).

## Lista zgłoszonych filmów
| Rok (ceremonia) | Tytuł polski                        | Tytuł oryginalny            | Tytuł anglojęzyczny           | Reżyseria                             | Status         |
| --------------- | ----------------------------------- | --------------------------- | ----------------------------- | ------------------------------------- | -------------- |
| 1994 (67.)      | Przed deszczem                      | Пред дождот                 | Before the Rain               | Miłczo Manczewski                     | nominacja      |
| 1997 (70.)      | Cygańska magia                      | Џипси Меџик                 | Gypsy Magic                   | Stołe Popow                           | brak nominacji |
| 1998 (71.)      | Żegnaj XX wieku                     | Збогум на Дваесетиот Бек!   | Goodbye, 20th Century         | Darko Mitrewski i Aleksandar Popowski | brak nominacji |
| 2004 (77.)      | Wielka woda                         | Γолемата Вода               | The Great Water               | Iwo Trajkow                           | brak nominacji |
| 2006 (79.)      | Kontakt                             | Контакт                     | Contact                       | Sergej Stanojkowski                   | brak nominacji |
| 2007 (80.)      | Duchy                               | Сенки                       | Shadows                       | Miłczo Manczewski                     | brak nominacji |
| 2008 (81.)      | Jestem z Titov Veles                | Јас сум од Титов Велес      | I'm From Titov Veles          | Teona Strugar Mitewska                | brak nominacji |
| 2009 (82.)      | Ogon jaszczurki                     | Ocas ještěrky               | Wingless                      | Iwo Trajkow                           | brak nominacji |
| 2010 (83.)      | Matki                               | Мајки                       | Mothers                       | Miłczo Manczewski                     | brak nominacji |
| 2011 (82.)      | Punk's Not Dead                     | Панкот не е мртов           | Punk's Not Dead               | Władimir Błażewski                    | brak nominacji |
| 2012 (82.)      | Trzecia połowa                      | Трето Полувреме             | The Third Half                | Darko Mitrewski                       | brak nominacji |
| 2014 (87.)      | Do oporu                            | До балчак                   | To the Hilt                   | Stołe Popow                           | brak nominacji |
| 2015 (88.)      | Noc miodowa                         | Медена ноќ                  | Honey Night                   | Iwo Trajkow                           | brak nominacji |
| 2016 (89.)      | Skopje wyzwolone                    | Ослободување на Скопје      | The Liberation of Skopje      | Rade Šerbedžija i Danilo Šerbedžija   | brak nominacji |
| 2018 (91.)      | Tajny składnik                      | Исцелител                   | Secret Ingredient             | Dżorcze Stawreski                     | brak nominacji |
| 2019 (92.)      | Kraina miodu                        | Медена земја                | Honeyland                     | Tamara Kotewska i Ljubomir Stefanow   | nominacja      |
| 2020 (93.)      | Wierzba                             | Врба                        | Willow                        | Miłczo Manczewski                     | brak nominacji |
| 2021 (94.)      | Jak siostry                         | Сестри                      | Sisterhood                    | Dina Duma                             | brak nominacji |
| 2022 (95.)      | Najszczęśliwszy człowiek na świecie | Најсреќниот човек на светот | The Happiest Man in the World | Teona Strugar Mitewska                | brak nominacji |
| 2023 (96.)      | Razem z przypadku                   | Домаќинство за почетници    | Housekeeping for Beginners    | Goran Stolewski                       | brak nominacji |